# Indipendenza
Indipendenza ist ein deutsches Hip-Hop-Indie-Musiklabel, das 2013 von dem österreichischen Künstler RAF Camora gegründet wurde. Der Vertrieb des Labels wird über Groove Attack abgewickelt.

## Geschichte
Am 13. Januar 2013 gab der österreichische Musiker RAF Camora auf seiner offiziellen Facebook-Seite und in einem Interview mit HipHop.de bekannt, ein Musiklabel gründen zu wollen. Der österreichische Rapper Joshi Mizu wurde als erster unter Vertrag genommene Künstler genannt. Erste Veröffentlichung war am 31. August 2012 das Mixtape Therapie nach dem Tod von RAF Camora.
Von Juli 2013 bis Januar 2015 war mit Sierra Kidd ein weiterer Künstler bei dem Label.
Seit 2020 steht auch Ahmad Amin bei Indipendenza unter Vertrag.

## Künstler
- RAF Camora
- Joshi Mizu
- Gallo Nero
- Ahmad Amin

## Ehemalige Künstler
- Sierra Kidd (2013–2015)

## Veröffentlichungen
RAF Camora
- Therapie nach dem Tod (2012)
- INEDIT-TNDT (2012)
- Hoch 2 (2013) [als RAF 3.0]
- Zodiak (2014) [mit Chakuza & Joshi Mizu]
- Die schwarze EP (2014)
- Indipendent & Gehypt (2014)
- Die weiße EP (2015)
- Ghøst (2016)
- Schwarze Materie (2016)
- Opera Camora (2016)
- Anthrazit / Anthrazit RR (2017)
- Schwarze Materie II (2017)
- Zenit / Zenit RR (2019/2020)
- Zukunft / Zukunft II (2021)
- XV / XV RR (2023)

Joshi Mizu
- Zu!Gabe (2013)
- MDMA (2014)
- MDMD (2015)
- Kaviar & Toast (2017)

Sierra Kidd
- Kopfvilla (2013)
- Nirgendwer (2014)

Ahmad Amin
- Wesh (2022)

Gallo Nero
- 471 EP (2019)